# Cinemómetro
Un cinemómetro es un dispositivo diseñado para medir en tiempo real, la velocidad de un automóvil. La aplicación más corriente es la determinación de las velocidades que presentan los vehículos del tráfico rodado con objeto de controlar y supervisar los límites vigentes en los distintos países.
En España la ubicación y gestión de estos aparatos se lleva a cabo por la Dirección General de Tráfico, (DGT) en las carreteras de toda España excepto en las comunidades autónomas de Cataluña y País Vasco donde el control del tráfico es gestionado por los servicios de tráfico dependientes de sus respectivos gobiernos autonómicos. En vías urbanas el control de tráfico e instalación de radares la llevan a cabo los ayuntamientos. Existen distintos modelos de cinemómetros pero todos se basan en la medida del tiempo. El tiempo que se mide es el que tarda en llegar un haz de radiación electromagnética al punto de emisión, una vez que este se ha reflejado en el vehículo y regresa. Para efectuar la medida, estos aparatos han de estar previamente calibrados y perfectamente ubicados. Generalmente se sitúan en los márgenes de las carreteras efectuando un barrido, en diagonal, de la calzada. También se le conoce como alcachofa de ruta.
El más usado por la DGT de España es el conocido Multanova 6F. Hay que comentar que puede detectar y fotografiar de manera frontal, aunque en España no es práctica habitual, siendo lo más normal que se realicen mediciones de la velocidad en el sentido de la marcha y se haga la fotografía una vez rebasado el radar.

## Cinemómetro láser
Un cinemómetro es un aparato que sirve para medir la velocidad de los vehículos que circulan.
A diferencia del radar, se utiliza un láser infrarrojo de 33 MHz de frecuencia y 904 nm de longitud de onda, en lugar de ondas de radio.
El procedimiento que sigue el dispositivo para determinar la velocidad es el siguiente:
- El cinemómetro se orienta en el sentido de marcha del vehículo de tal manera que el haz de luz láser, que se emitirá en el momento de la medida, forme un ángulo muy agudo con la trayectoria del vehículo. Generalmente se elige un lugar en el que esta trayectoria sea rectilínea.

- El láser emite una ráfaga de pulsos de luz infrarroja hacia el vehículo. Dichos pulsos se emiten a intervalos calibrados de tiempo.

- Los pulsos de luz se reflejan en el vehículo y regresan al cinemómetro.

- La electrónica del cinemómetro calcula el tiempo que tardan esos sucesivos rebotes en regresar a la pistola.

Como la velocidad de la luz es constante, (aproximadamente 300.000 km/s) el cinemómetro puede determinar la distancia a la que se produjo cada rebote del vehículo. A medida que el vehículo se acerca al detector, esa distancia se va reduciendo. El calculador del dispositivo va evaluando la diferencia de distancias entre el vehículo y el cinemómetro en los sucesivos rebotes del haz con este.
Estos dispositivos tienen forma de pistola y pueden determinar tanto la velocidad a la que se aproxima el vehículo como a la que se aleja. El principio de funcionamiento es el mismo.
Esta es la base del LIDAR.